# Clypeoaphis suaedae
Clypeoaphis suaedae är en insektsart som först beskrevs av Mimeur 1934.  Clypeoaphis suaedae ingår i släktet Clypeoaphis och familjen långrörsbladlöss.

## Underarter
Arten delas in i följande underarter:
- C. s. suaedae
- C. s. suaedicola